# II. Agum
II. Agum (vagy Agum-Kakrime, mAg-gu-um) a kassziták Kussúkhe nevű államának uralkodója, talán a Babilont uraló kasszita királyok elsője, a dinasztia kilencedik tagja. Babilont a kassziták idején Karadúnias néven ismerték. A "Kakrime" név jelentése lehet "a Kegyelem Kardja" vagy "a Mennydörgés Fegyvere". 
II. Agum rendkívül bizonytalan személy. Egyetlen dokumentum van, amely leszármazási táblával együtt ír róla, ez azonban bő 900 évvel későbbi, Assur-bán-apli könyvtárából való. Az itt olvasható adatok pontossága, hitelessége kérdéses. A szöveg az Észagíla helyreállításáról és Marduk szobrának visszahelyezéséről szól, ennek alapján lehet többé-kevésbé pontosan meghatározni, hogy II. Agumnak a középső kronológia szerint i. e. 1595 után kellett uralkodnia. Az Észagila templomban keletkezett károk és a Marduk-szobor újbóli felállítása ugyanis egyetlen ismert történeti eseményhez köthető: I. Murszilisz hettita király babiloni hadjáratához, amelynek során a hettiták elszállították a szobrot és templomot megrongálták.
A kassziták a fenti hettita hadjáratban megsemmisített Óbabiloni Birodalom és a legyőzött Samsu-ditána trónját foglalták el. A hadsereg és vezetés nélkül maradt ország a hettita sereg távozása után annak a szomszéd államnak a martaléka lett, amelyik a legkorábban eszmélt és küldött sereget. A kassziták néhány évszázaddal korábban az Emutbaaltól északra fekvő hegyvidékről érkeztek Esnunna környékére, így nemcsak közvetlen szomszédaivá váltak Mezopotámiának, hanem annak részévé is.
A források alapján bizonytalan, hogy valóban Babilon uralkodója lett volna, bár a babiloni Észagila helyreállítása ezt valószínűsíti. Ugyanakkor más források szerint a hettita hadjáratot a Tengerföld uralkodóinak hódítása követte, és az első olyan kasszita uralkodó, aki biztosan ténylegesen is uralta Babilont, I. Kadasman-Enlil volt, i. e. 1371-től.
Ezt leszámítva egyetlen olyan említést ismerünk Agum nevű uralkodóról, amelyiket talán II. Agummal lehet azonosítani, és ez egy Tengerföld elleni hadjáratról szól. A királyi címek és leszármazás felsorolása azonban nem teljes, ezért az azonosítás bizonytalan.

## Külső hivatkozások
- Information About the Hittites: Hantili 1 (angol nyelven). [2013. december 12-i dátummal az 1 eredetiből archiválva]. (Hozzáférés: 2010. augusztus 9.)
- Komoróczy Géza: Mezopotámia története az őskortól (magyar nyelven). (Hozzáférés: 2010. augusztus 9.)

| Előző uralkodó: Samsu-ditána | Babilon királya i. e. 1595 – i. e. 1571 | Következő uralkodó: I. Burnaburias |